# Riedelia klossii
Riedelia klossii är en enhjärtbladig växtart som beskrevs av Henry Nicholas Ridley. Riedelia klossii ingår i släktet Riedelia och familjen Zingiberaceae. Inga underarter finns listade i Catalogue of Life.